# Pęcherznica kalinolistna

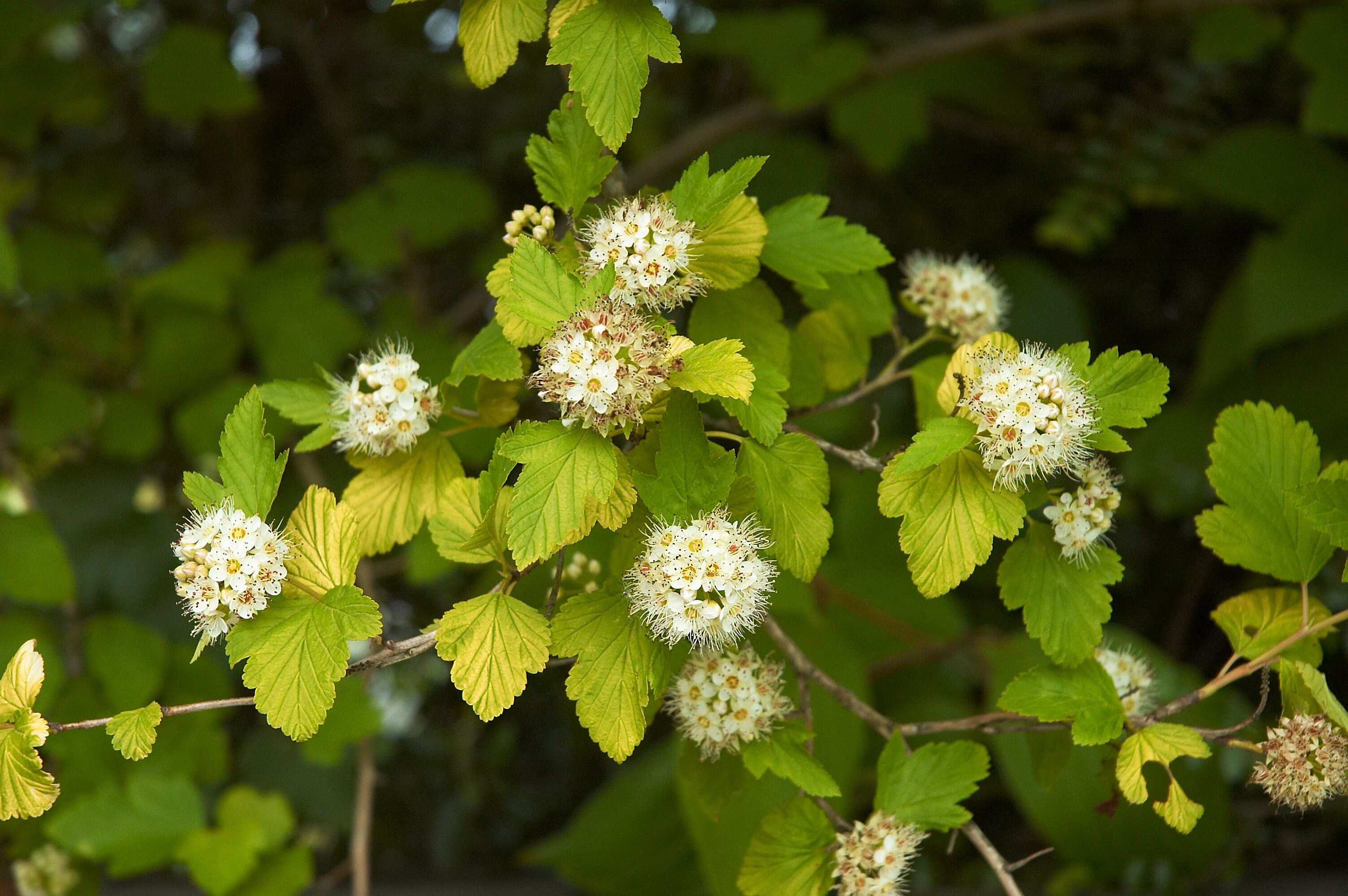
Odmiana 'Luteus'

Pęcherznica kalinolistna (Physocarpus opulifolius) – gatunek rośliny należący do rodziny różowatych (Rosaceae). Pochodzi z Ameryki Północnej. W wielu krajach świata, również w Polsce, jest uprawiany jako roślina ozdobna.

## Morfologia
PokrójKrzew o wyprostowanych pędach, osiągający wysokość do 3 m. Kora ciemnobrązowa i łuszcząca się.
Liście3-–5-klapowe, karbowane na brzegu.
KwiatyBiałe lub różowawe, drobne, zebrane w baldachy.
OwoceCzerwone mieszki z żółtymi nasionami.

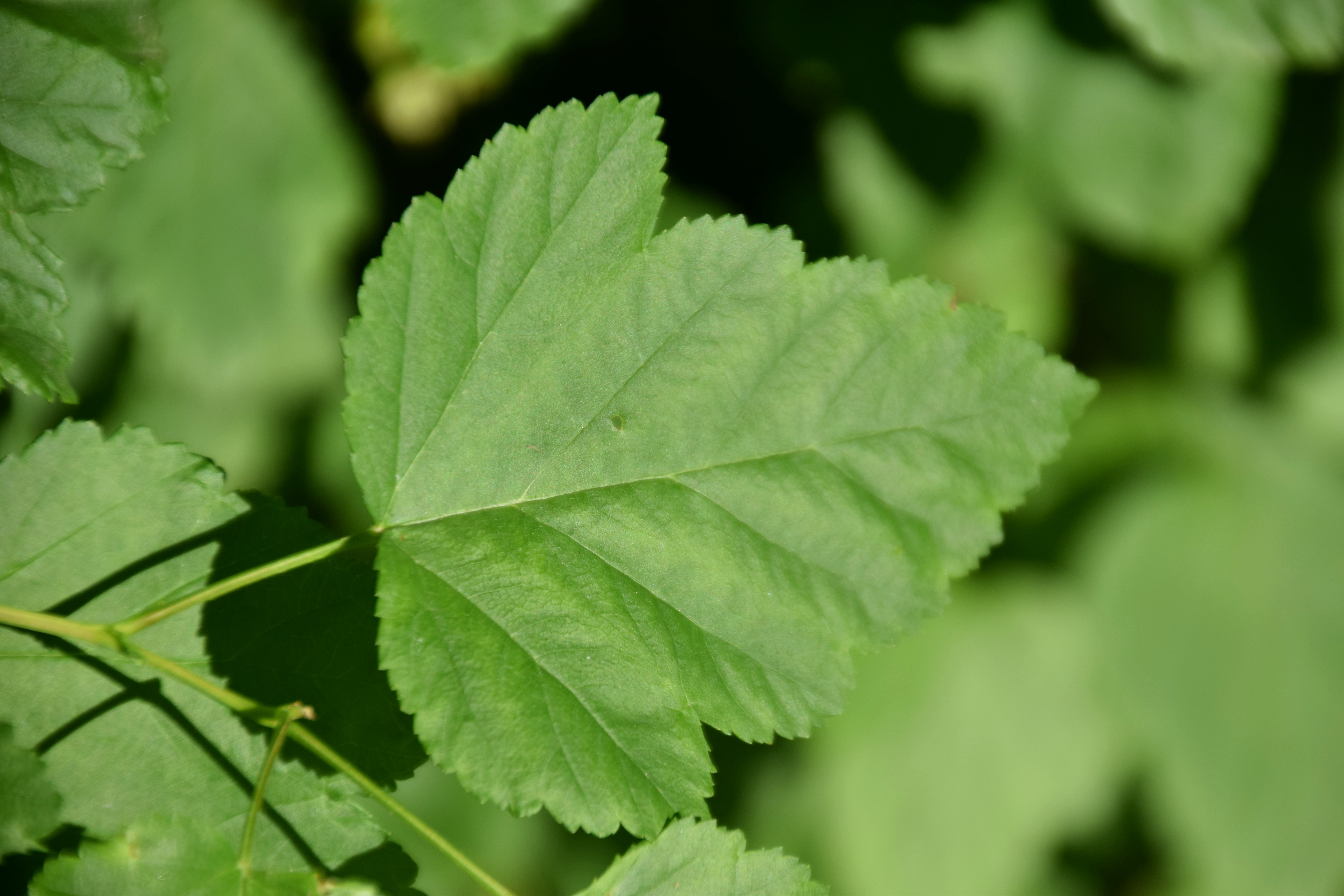
Liść
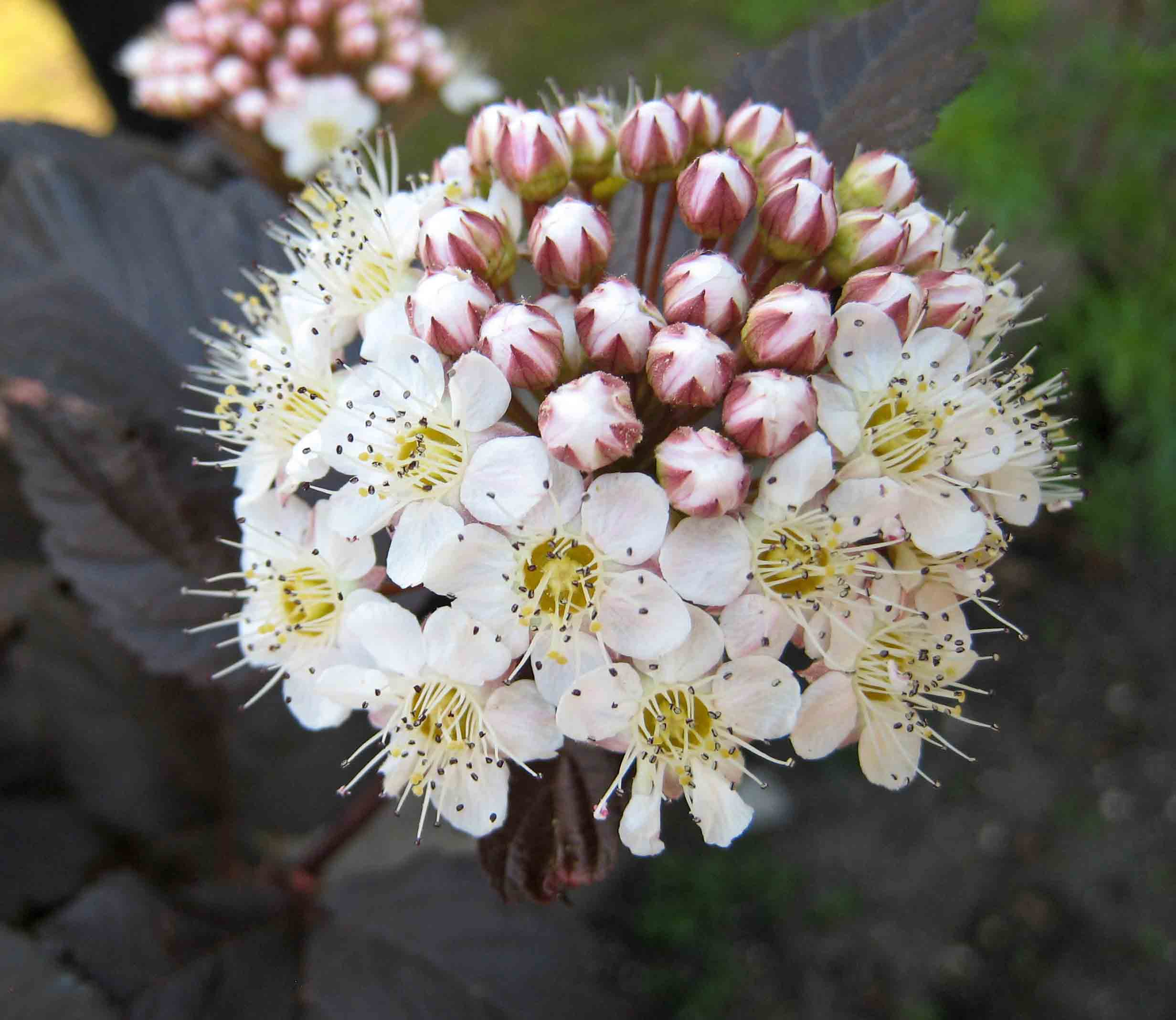
Kwiatostan
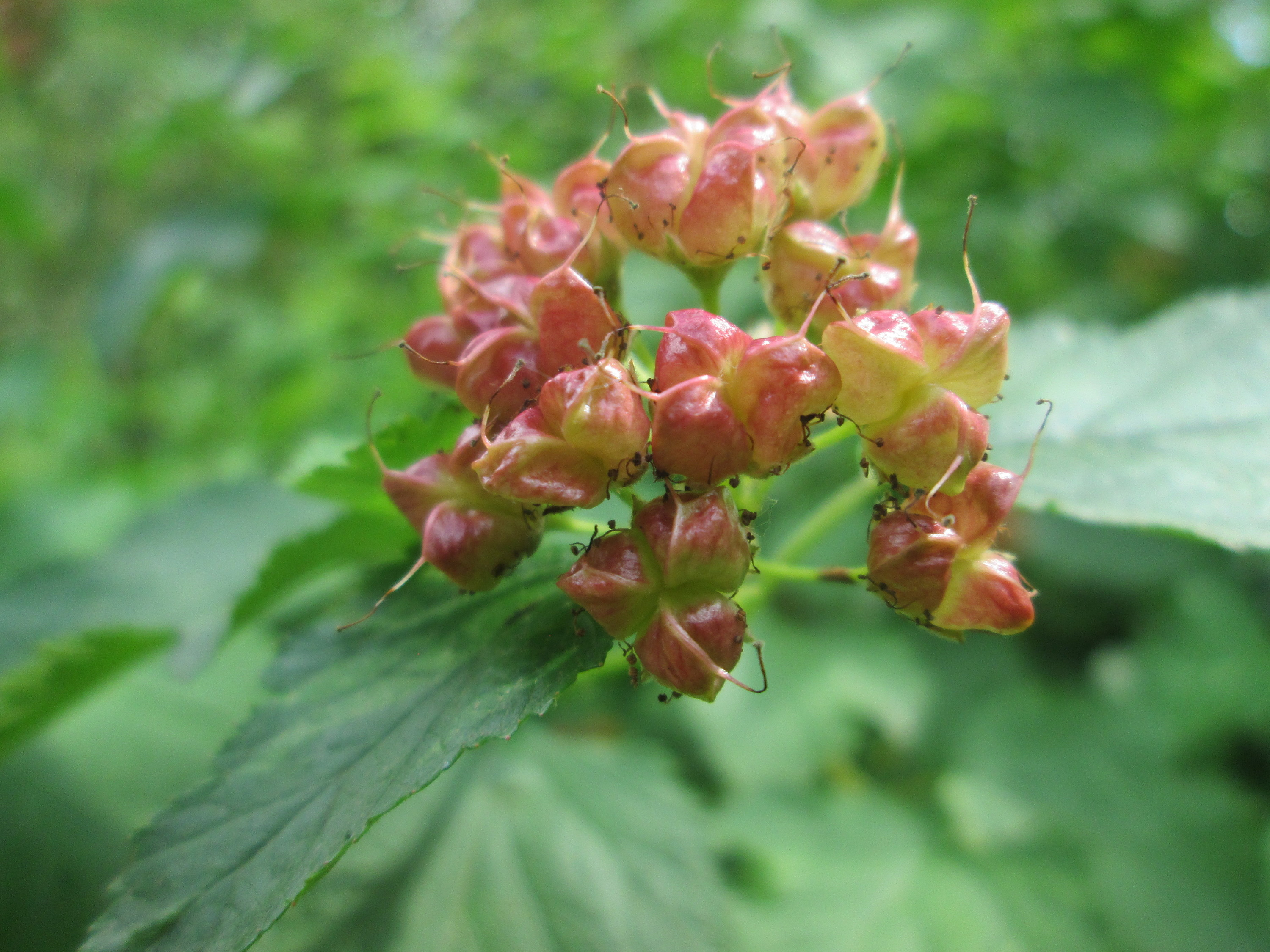
Owoce

## Zastosowanie
Roślina ozdobna. Jest uprawiana stosunkowo od niedawna i jest jedynym gatunkiem pęcherznicy uprawianym w Polsce. Rzadko uprawia się formę typową, częściej jej odmiany ozdobne, charakteryzujące się kolorowymi, ozdobnymi liśćmi. Nadaje się do sadzenia pojedynczo, jako soliter, a także na żywopłoty, zarówno swobodne, jak i strzyżone. Dzięki swoim kolorowym liściom odmiany ozdobne dobrze komponują się z innymi krzewami o zielonych liściach. Ze względu na swoje małe wymagania co do gleby nadaje się również do obsadzania nieużytków i terenów świeżo zaużytkowanych (np. na osiedlach mieszkaniowych).

## Zmienność
- Występuje w dwóch odmianach botanicznych[3]:
  - Physocarpus opulifolius (L.) Maxim. var. intermedius  (Rydb.) B. L. Rob (syn: Opulaster intermedius Rydb., Physocarpus intermedius (Rydb.) C. K. Schneid.)
  - Physocarpus opulifolius (L.) Maxim. var. opulifolius
- W uprawie znajduje się kilka kultywarów:
  - 'Aureus' – o jaskrawych, zielonkawożółtych liściach i białych kwiatach
  - 'Dart`s Gold' – o wysokości do 1,2 m, jaskrawożółtych liściach i białych, czerwono nabiegłych kwiatach
  - 'Diabolo' – ma purpurowoczerwone liście

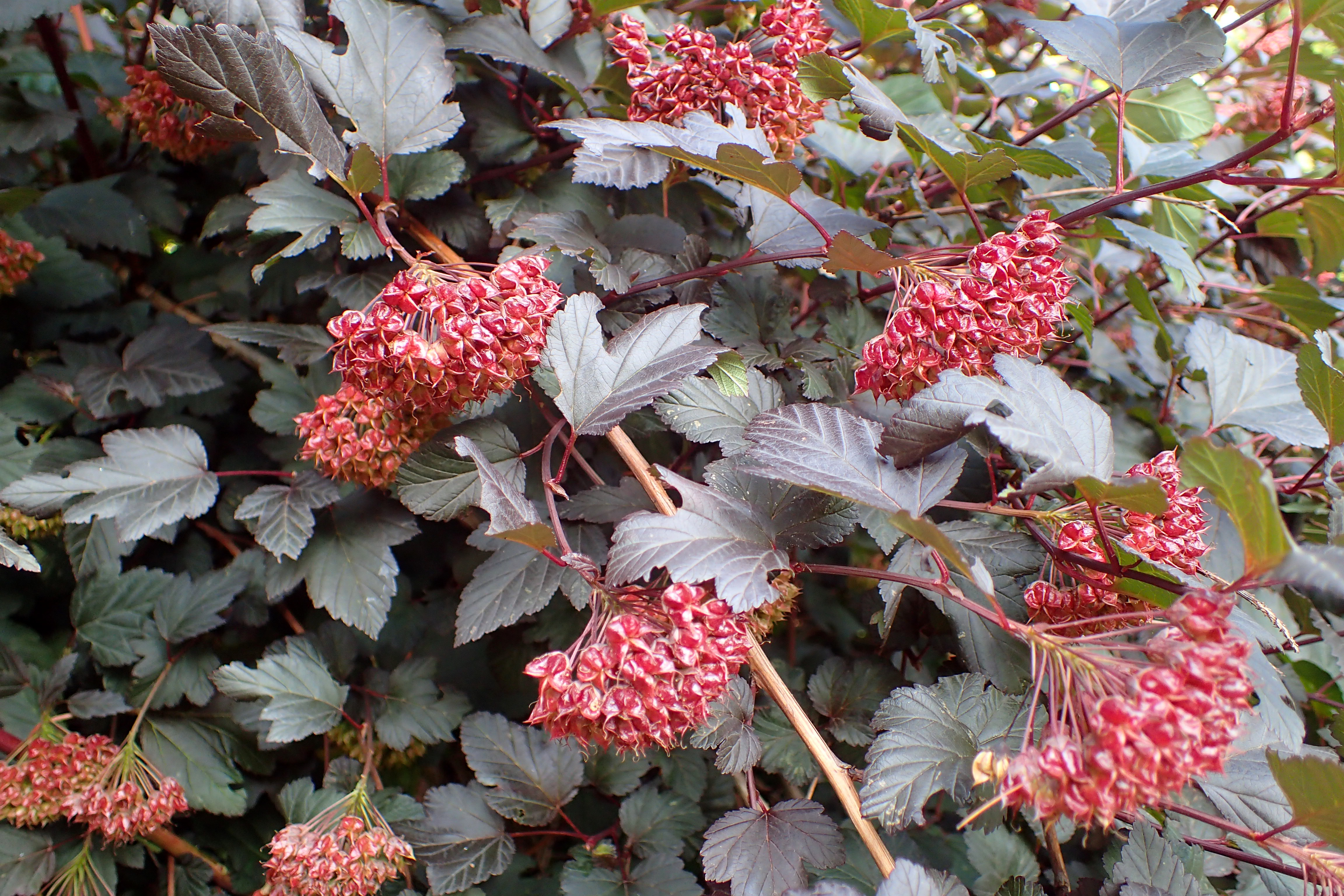
Pęcherznica klonolistna 'Diabolo'

- - 'Luteus' – młode liście są jasnożółte, później stają się kanarkowożółte.

## Uprawa
- Wymagania. Roślina bardzo łatwa w uprawie, należąca do grupy roślin „zasadź i zapomnij”. Potrzebuje stanowiska słonecznego, w półcieniu też będzie rosnąć, ale wówczas jej główny walor – kolorowe liście, będą słabo wybarwione. Nie ma specjalnych wymagań co do gleby, będzie rosnąć nawet na bardzo jałowej. Jest odporna na mróz.
- Pielęgnacja. Jedynie przez pierwszy okres po posadzeniu należy ją (w razie potrzeby) podlewać, dopóki się dobrze nie ukorzeni. Później nie wymaga już specjalnych zabiegów pielęgnacyjnych. Nie wymaga przycinania.